# フローレン・ジェルー
フローレン・ジェルー（Florent Geroux、1986年7月16日 - ）はアメリカ合衆国の騎手である。フランス・アルジャンタン出身。

## 来歴
1986年にフランス・アルジャンタンにて誕生。父ドミニクは元騎手で調教師であった。2004年にフランス・ロンシャン競馬場で初勝利を挙げる。
2007年にアメリカ合衆国へ拠点を移し、3年後の2010年にパッカーアップステークス(GIII)を制して重賞初制覇。2014年にはブリーダーズカップ・スプリントを人気薄のワークオールウィークで制し、初のGI勝利を果たしている。2015年にはザピッツァマン(The Pizza Man)でアーリントンミリオンを制し、ブリーダーズカップではキャッチアグリンプス(Catch a Glimpse)でジュヴェナイルフィリーズターフ、モンゴリアンサタデー(Mongolian Saturday)でターフスプリントの2レースを制した。その翌年の2016年には自己最多の217勝を挙げるなど、アメリカにおけるトップジョッキーの1人となった。
ジェルーの名声を一躍高めたのは2017年のエクリプス賞年度代表馬ガンランナーであった。同馬とのコンビではブリーダーズカップ・クラシックやペガサスワールドカップなどGI6勝を含む重賞10勝を挙げた。
2018年5月23日にアメリカ合衆国の市民権を取得した。

## 主な騎乗馬
- ガンランナー（2018年ペガサスワールドカップ、2017年ブリーダーズカップ・クラシック、ウッドワードステークス、ホイットニーステークス、スティーブンフォスターハンデキャップ、2016年クラークハンデキャップ）
- モノモイガール（2018年ブリーダーズカップ・ディスタフ、ケンタッキーオークス、エイコーンステークス、CCAオークス、アッシュランドステークス、2020年ラトロワンヌステークス、ブリーダーズカップ・ディスタフ）
- マンダルーン（2021年ケンタッキーダービー、ハスケルインビテーショナルステークス)